# Philodendron adamantinum
Philodendron adamantinum là một loài thực vật có hoa trong họ Ráy (Araceae). Loài này được Mart. ex Schott miêu tả khoa học đầu tiên năm 1856.